# Xã Pleasant Plains, Michigan
Xã Pleasant Plains (tiếng Anh: Pleasant Plains Township) là một xã thuộc quận Lake, tiểu bang Michigan, Hoa Kỳ. Năm 2010, dân số của xã này là 1.581 người.